# Melia (planta)
Melia es un género de plantas arbóreas en la familia Meliaceae.  Comprende 45 especies descritas y de estas, solo 2 aceptadas.

## Descripción
Son árboles caducifolios, que alcanzan un tamaño de hasta 20 m de alto, con indumento compuesto por una mezcla de tricomas estrellados y simples; polígamos. Hojas 15–35 cm de largo, 2–3-pinnadas, las pinnas opuestas; folíolos opuestos, lanceolados, profundamente serrados. Inflorescencias panículas axilares de muchas flores; cáliz profundamente 5-lobado; pétalos 5, oblongos, 7–9 mm de largo, libres e imbricados, rosados o lila; tubo estaminal 6–9 mm de largo, angostamente cilíndrico y ensanchado en la boca, terminando en 10 o 20 apéndices delgados, anteras 10, con tricomas o glabras, dispuestas en el margen del tubo o apenas por dentro; nectario anular o pateliforme; ovario 4–8-locular, lóculos con 2 óvulos superpuestos, ápice del estilo capitado con 4–8 lobos diminutos. Fruto una drupa 3–6-locular, endocarpo grueso y óseo, hueco en la base y en el ápice, usualmente con 1 semilla; semillas oblongas, lateralmente comprimidas, carnosas.

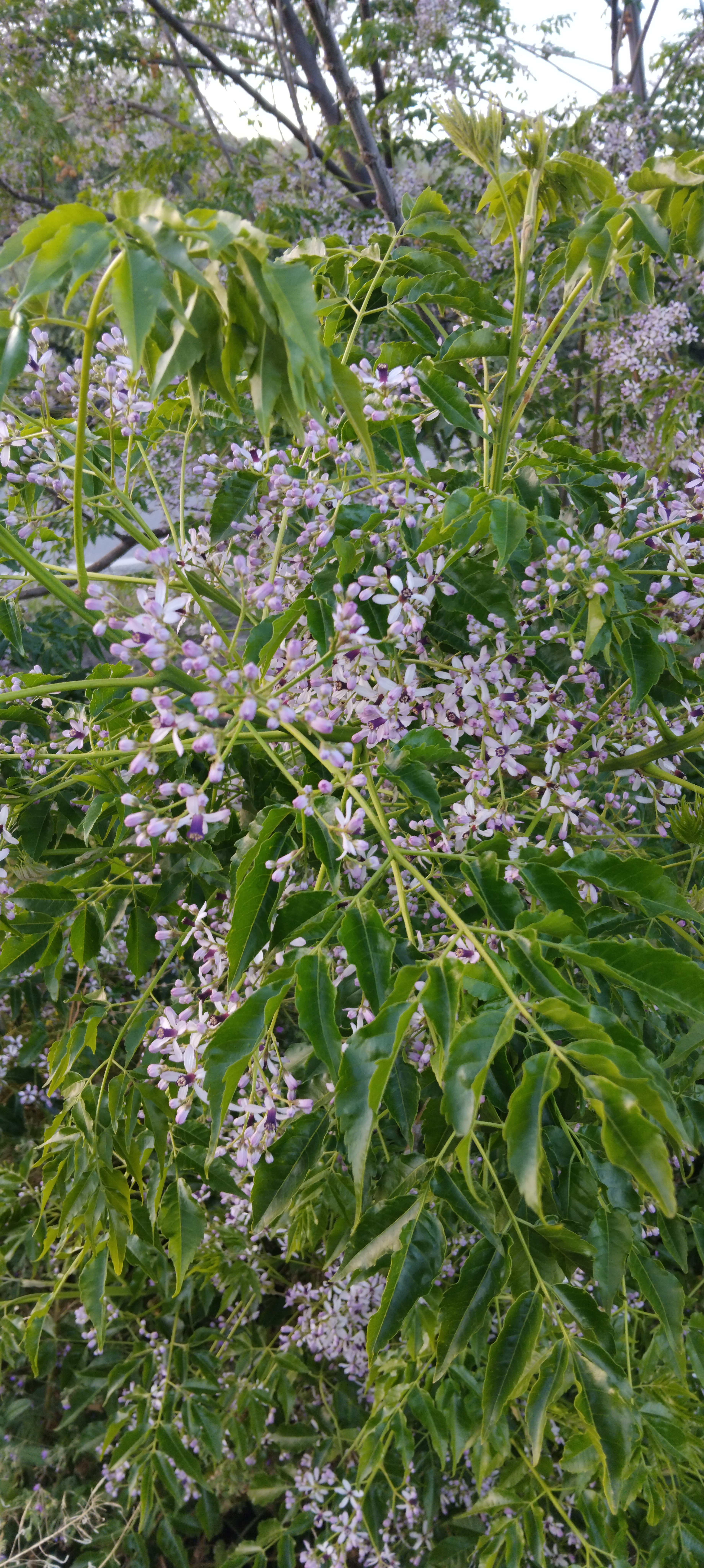
Flor de Melia cerca de Escañuela. Jaén Mayo 25

## Ecología
Dentro de las especies arbóreas habituales en las ciudades, la melia es la más eficiente en cuanto a la absorción de dióxido de carbono. En una calle de cien metros de longitud y con diez árboles plantados, la melia absorbería al día el CO2 emitido por 10.373 vehículos (cada uno libera 200 gramos por kilómetro recorrido)

## Taxonomía
El género fue descrito por Carlos Linneo y publicado en Species Plantarum, vol. 1, p. 384–385, 1753. y su descripción ampliada en Genera Plantarum, nº473, p. 182, 1754. La especie tipo es: Melia azedarach.

## Especies aceptadas
- Melia arguta DC.
- Melia azedarach L.
- Melia birmanica Kurz
- Melia bogoriensis Koord. & Valeton
- Melia dubia Cav.
- Melia elegans Seem.
- Melia floribunda Carrière
- Melia integerrima Buch.-Ham.
- Melia simplicifolia Sessé & Moc.
- Melia tomentosa Roxb.
- Melia toosendan Siebold & Zucc.
- Melia volkensii Gürke[2]